# Julonghu Shuiku
Julonghu Shuiku (kinesiska: 巨龙湖水库) är en reservoar i Kina. Den ligger i provinsen Liaoning, i den nordöstra delen av landet, omkring 100 kilometer nordväst om provinshuvudstaden Shenyang. Julonghu Shuiku ligger 132 meter över havet. Arean är 4,4 kvadratkilometer. Trakten runt Julonghu Shuiku består till största delen av jordbruksmark. Den sträcker sig 4,0 kilometer i nord-sydlig riktning, och 2,4 kilometer i öst-västlig riktning.
Genomsnittlig årsnederbörd är 779 millimeter. Den regnigaste månaden är juli, med i genomsnitt 186 mm nederbörd, och den torraste är januari, med 7 mm nederbörd.